# Habitat dans le Parc naturel régional des Vosges du Nord
 (août 2022).
Si vous disposez d'ouvrages ou d'articles de référence ou si vous connaissez des sites web de qualité traitant du thème abordé ici, merci de compléter l'article en donnant les références utiles à sa vérifiabilité et en les liant à la section « Notes et références ».
Le parc naturel régional des Vosges du Nord est situé à cheval sur les départements du Bas-Rhin et de la Moselle. Les Vosges du Nord se composent essentiellement de trois zones d'habitat caractéristiques :

## Le piémont
Façade orientale du massif boisé, le piémont marque la rupture entre la moyenne montagne et la plaine. Son relief, souvent étagé en sous-collines vosgiennes, est rythmé par les débouchés de vallée et des bourgs, en lisière de forêt et au pied des pentes.
On trouve une grande uniformité dans les communes du piémont :
- dans la répartition géographique des terrains en fonction de leur usage. Le village y occupe une position centrale. Il est entouré de prairies pâturées ou fauchées, souvent agrémentées de vergers traditionnels à haute tige. Ces trésors paysagers et écologiques forment une bande verte autour des habitations. Plus loin, les cultures, accompagnées de certains bois, soulignent la topographie légèrement vallonnée. Au pied de la partie la plus abrupte du Hochwald (en), à proximité de Wissembourg, les villages de Rott et Cleebourg ont conservé la tradition viticole.
- dans la disposition des zones bâties. La grande perspective offerte par l'ouverture du paysage donne à ces villages une impression de solidarité. Ils sont nombreux, le piémont étant la zone la plus peuplée du Parc. Leur silhouette varie en fonction de la localisation géographique. En lisière du massif boisé, les villages-rues se développent parallèlement à la pente. Au débouché des grandes vallées du massif boisé, ils ont une structure en forme d'étoile.
- dans l'architecture. Les fermes traditionnelles sont généralement constituées de plusieurs bâtiments autour d'une cour-centrale (la maison-cour). Elles sont proches de la rue, éventuellement séparés de celle-ci par une bande étroite de jardin. La construction mélangeant pan de bois et maçonnerie de grès y est répandu. Dans les secteurs viticoles, les maisons sont plus petites pour laisser davantage d'espace à la vigne.

## La forêt
C'est la zone la plus étendue du Parc. Le taux de boisement peut atteindre 90 % de l'espace. Le paysage, aux formes douces modelées par le grès, l'eau et la forêt, trouve sa force dans l'alternance entre les boisements et les espaces ouverts. L'altitude moyenne se situe entre 300 et 580 mètres.
Une population de faible densité, en habitat groupé, vit dans :
- des vallées plus ou moins larges, ponctuées de villages
- des villages sur piton rocheux, construits au pied de châteaux
- des "villages-clairières", isolés des autres, construits dans des cuvettes et cernés de buttes boisées
- des clairières agricoles occupées par quelques maisons.

Le substrat gréseux explique la pauvreté agronomique du sol et la présence prédominante de la forêt, relativement équilibrée entre feuillus et résineux. Les espaces ouverts sont rares car les prés, autrefois fauchés, ont laissé, bien souvent, place à des friches ou à des boisements, spontanés ou volontaires.
La richesse de la faune et de la flore tient à l'omniprésence du grès, et à la diversité des milieux, tels les étangs, les tourbières ou les roselières.
Çà et là, au détour des chemins, émergent de la forêt des rochers remarquables ou encore les vestiges d'anciens châteaux.
Les villages du massif ne sont pas aussi homogènes que les villages du piémont. Leur architecture, plus modeste, jouit néanmoins d'une originalité encore trop souvent méconnue. Les influences croisées de Lorraine et d'Alsace, les contraintes liées à la topographie ou à la disponibilité des matériaux. La diversité des métiers et occupations des habitants ont produit des types plus mélangés. Témoins du passé, les châteaux et les citadelles, en ruine ou en bon état, dominent le massif sur leurs pitons gréseux.

## Le plateau
Ce secteur regroupe l'Alsace Bossue (s'Krumme Elsass), à l'extrême ouest du département du Bas-Rhin, et le pays de Volmunster, en Moselle.
Leur caractère très ouvert et très agricole marque la transition entre massif forestier et plateau lorrain.
Ce paysage, entrecoupé de quelques vallées, offre de longues perspectives. Le sol est marneux en fond de vallée, calcaire et limoneux sur les plateaux, donc favorable à l'agriculture.
En Alsace Bossue, cette agriculture est en cours de diversification, en maintenant de grandes surfaces en herbe pour l'élevage, ainsi que de nombreux arbres fruitiers, isolés ou alignés sous forme de vergers traditionnels, des haies et des bosquets. La géologie, et le relief qui en résulte, associés à une architecture particulière, annonçant celle de la Lorraine, confèrent à cette zone un caractère très spécifique.
Les paysages du pays de Volmunster sont entretenus par les grandes cultures de production et l'élevage. Certains plateaux sont boisés, surtout en feuillus. Deux rivières délimitent ce secteur : la Horn à l'est, et la Schwalb à l'ouest, qui alimentaient autrefois de nombreux moulins.
Dans le Pays de Bitche, la ferme traditionnelle regroupe sous un même toit l'habitation et la grange. Mais on en trouve peu, elles ont presque toutes été reconstruites après-guerre, à quelques rares exceptions près. L'Alsace Bossue présente une variante architecturale de cette maison lorraine : la maison à schopf. Il s'agit d'un vaste appentis, généralement en bois, formant une avancée sur la façade et servant, autrefois, à abriter le bois, les outils ou le chariot.
Entre ces deux secteurs se trouve le pays verrier et cristallier, rattaché au massif boisé, mais où l'on retrouve des ambiances paysagères et des influences architecturales des espaces ouverts limitrophes.